# Wodginita
La wodginita és un mineral de la classe dels òxids que pertany i dona nom al grup de la wodginita. Rep el seu nom de la localitat on va ser descoberta: Wodgina (Austràlia Occidental, Austràlia).

## Característiques
La wodginita és un òxid de fórmula química Mn²⁺Sn⁴⁺Ta₂O₈. Cristal·litza en el sistema monoclínic. Els cristalls són normalment aplanats, dipiramidals en {111}, però també poden ser prismàtics, mesuren fins a 15 cm; poden aparèixer en agrupacions radials i també de forma granular, massiva. La seva duresa a l'escala de Mohs és 5,5.
Segons la classificació de Nickel-Strunz, la wodginita pertany a «04.DB - Metall:Oxigen = 1:2 i similars, amb cations de mida mitjana; cadenes que comparteixen costats d'octàedres» juntament amb els següents minerals: argutita, cassiterita, plattnerita, pirolusita, rútil, tripuhyita, tugarinovita, varlamoffita, byströmita, tapiolita-(Fe), tapiolita-(Mn), ordoñezita, akhtenskita, nsutita, paramontroseïta, ramsdel·lita, scrutinyita, ishikawaïta, ixiolita, samarskita-(Y), srilankita, itriocolumbita-(Y), calciosamarskita, samarskita-(Yb), ferberita, hübnerita, sanmartinita, krasnoselskita, heftetjernita, huanzalaïta, columbita-(Fe), tantalita-(Fe), columbita-(Mn), tantalita-(Mn), columbita-(Mg), qitianlingita, magnocolumbita, tantalita-(Mg), ferrowodginita, litiotantita, litiowodginita, titanowodginita, ferrotitanowodginita, wolframowodginita, tivanita, carmichaelita, alumotantita i biehlita.

## Formació i jaciments
La wodginita va ser descoberta a la pegmatita Wodgina, trobada a la mina de tantalita Wodgina, a Wodgina (Austràlia Occidental, Austràlia). També ha estat descrita a l'Afganistan, Algèria, Argentina, altres indrets d'Austràlia, Àustria, el Brasil, el Canadà, Egipte, Espanya, els Estats Units, Etiòpia, Finlàndia, el Japó, el Kazakhstan, Mongòlia, Namíbia, Noruega, el Pakistan, la República Democràtica del Congo, la República Txeca, Rússia, Suècia, Uganda, la Xina i Zimbàbue.
Sol trobar-se associada a altres minerals com: tantalita, albita, quars, moscovita, tapiolita, microlita, microclina i mica.